# Konvergenz (Linguistik)
Konvergenz lässt sich in der kontrastiven Linguistik beim Sprachvergleich dann beschreiben, wenn mehreren Begriffen (zu einem Phänomen) in der Ausgangssprache nur ein Begriff (zu einer Erscheinung) in der Zielsprache zugeordnet werden kann.
In einer anderen Verwendungsweise innerhalb der Linguistik versteht man unter Konvergenz die Annäherung von miteinander in  Kontakt stehenden Sprachen in Bezug auf unterschiedliche Merkmale (z. B. innerhalb von sprachlichen Arealen bzw. Sprachbünden). Sie wird dadurch zu einem Bestandteil des Sprachwandels.
Das Gegenteil der Konvergenz ist die Divergenz. 